# Bisbat de Sumbe
El Bisbat de Sumbe  (portuguès: Diocese de Sumbe; llatí: Dioecesis Sumbensis) és una seu de l'Església Catòlica a Angola, sufragània de l'arquebisbat de Luanda. El 2013 tenia 395.125 batejats al voltant de 1.456.000 habitants. Actualment és dirigida pel bisbe Luzizila Kiala.

## Territori
La diòcesi comprèn la província de Kwanza-Sud a Angola. La seu episcopal és la ciutat de Sumbe, on s'hi troba la catedral de la Nossa Senhora da Conceição. Està subdividida en 18 parròquies.

## Història
La diòcesi de Novo Redondo fou erigida el 10 d'agost de 1975 amb la butlla Qui provido Dei del papa Pau VI, aplegant territori de l'arquebisbat de Luanda.
El 22 d'octubre de 2006 va prendre el nom actual.

## Cronologia dels bisbes
- Zacarias Kamwenho (10 agost 1975 - 3 març 1995 nomenat coadjutor de Lubango)
- Benedito Roberto, C.S.Sp. (15 desembre 1995 - 19 maig 2012 nomenat arquebisbe de Malanje)
- Luzizila Kiala, des del 21 de maig de 2013

## Estadístiques
A finals del 2013, la diòcesi tenia 395.125 batejats sobre una població de 1.456.000 persones, equivalent al 27,1% del total.
| any  | població | població  | població | sacerdots | sacerdots       | sacerdots       | sacerdots             | diaques | religiosos | religiosos | parroquies |
| ---- | -------- | --------- | -------- | --------- | --------------- | --------------- | --------------------- | ------- | ---------- | ---------- | ---------- |
| any  | batejats | total     | %        | total     | clergat secular | clergat regular | batejats por sacerdot | diaques | homes      | dones      |            |
| 1980 | 171.000  | 676.000   | 25,3     | 13        | 2               | 11              | 13.153                |         | 12         | 38         | 12         |
| 1990 | 343.000  | 853.000   | 40,2     | 16        | 2               | 14              | 21.437                |         | 18         | 52         | 12         |
| 1999 | 306.922  | 1.170.526 | 26,2     | 28        | 13              | 15              | 10.961                |         | 19         | 69         | 12         |
| 2000 | 310.384  | 1.173.988 | 26,4     | 32        | 20              | 12              | 9.699                 |         | 14         | 63         | 13         |
| 2001 | 314.708  | 1.178.312 | 26,7     | 29        | 17              | 12              | 10.852                |         | 14         | 59         | 13         |
| 2002 | 319.732  | 1.181.049 | 27,1     | 28        | 16              | 12              | 11.419                |         | 16         | 43         | 14         |
| 2003 | 325.881  | 1.181.125 | 27,6     | 24        | 15              | 9               | 13.578                |         | 12         | 42         | 15         |
| 2004 | 329.614  | 1.233.551 | 26,7     | 26        | 17              | 9               | 12.677                |         | 11         | 43         | 14         |
| 2010 | 374.234  | 1.310.000 | 28,6     | 38        | 29              | 9               | 9.848                 |         | 9          | 55         | 17         |
| 2014 | 395.125  | 1.456.000 | 27,1     | 44        | 36              | 8               | 8.980                 |         | 10         | 84         | 18         |